# Echinochloa chacoensis
Echinochloa chacoensis är en gräsart som beskrevs av Edmund Michael och Stephen Andrew Renvoize. Echinochloa chacoensis ingår i släktet hönshirser, och familjen gräs. Inga underarter finns listade i Catalogue of Life.